# Корняки
Корняки — деревня в Великолукском районе Псковской области России. Входит в состав сельского поселения «Горицкая волость».
Расположена на северо-западе района, в 23 км к северо-западу от райцентра Великие Луки и в 3 км к югу от деревни Иваново.

## Население
Численность населения по оценке на 2000 год составляла 39 жителей, на 2010 год — 25 жителей.